# 施帕茨山
施帕茨山（英語：Mount Spatz），是南極洲的山峰，位於維多利亞地的彭內爾海岸，處於魏豪普特山西南面18公里，屬於奧特巴克冰原島峰的一部分，海拔高度2,270米，美國地質調查局根據測量和美國海軍拍攝的空中照片繪入地圖，現時由南極條約體系管理。